# 1215 Буаєр
1215 Буаєр (1215 Boyer) — астероїд головного поясу, відкритий 19 січня 1932 року.
Тіссеранів параметр щодо Юпітера — 3,360.